# Nicolás Mascardi
Nicolás Mascardi   (Sarzana, 5 de setembre de 1624 - Patagònia, 15 de febrer de 1674) fou un sacerdot jesuïta i missioner italià a Amèrica del Sud al segle xvii. Va arribar a Xile el 1651. Mentre estava actiu a Araucanía va guanyar notorietat pels exorcismes que va exercir entre els mapuches.
El 1662, va anar a una expedició al sud de l'arxipèlag de Chiloé, on els jesuïtes havien estat establerts durant una cinquantena d'anys, arribant a l'arxipèlag de Guaitecas on va construir una església.
El 1669 va creuar els Andes de l'arxipèlag de Chiloé i va establir una missió a la vora del llac Nahuel Huapi que va durar fins a la seva mort. Des de la missió, ell i els seus companys Jesuïtes es van dedicar a realitzar activitats missionàries entre els Poyas, Pehuenches i Puelches. Va morir el 1673 després de ser atacat per Poyas nadius durant un dels seus viatges d'exploració als Andes meridionals. Villa Mascardi i el llac Mascardi de l'actual Argentina reben el seu nom.